# Nach einer wahren Geschichte (2017)
Nach einer wahren Geschichte (Originaltitel: D’après une histoire vraie) ist ein Psychothriller des Regisseurs Roman Polański aus dem Jahr 2017, der auf dem gleichnamigen Roman von Delphine de Vigan basiert. Die Hauptrollen spielen Emmanuelle Seigner und Eva Green.
Premiere feierte der Film 2017 im Rahmen der Internationalen Filmfestspiele von Cannes, wo er im Wettbewerb um die Goldene Palme lief. Der deutsche Kinostart erfolgte am 17. Mai 2018.

## Handlung
Die Pariser Schriftstellerin Delphine Dayrieux leidet, seitdem ihr Roman zu einem Bestseller wurde, an einer Schreibblockade. Ihre PR-Verpflichtung und vereinzelte Drohbriefe setzen sie weiter unter Druck, doch als sie die attraktive Ghostwriterin Elle trifft, ändert sich das. Sie freundet sich mit der fremden Frau an und die beiden ziehen zusammen. Elle übernimmt immer mehr Aufgaben für Delphine und beantwortet – teils auch ohne Rücksprache – ihre E-Mails. Dabei gerät die Beziehung langsam außer Kontrolle.

## Produktion
Die Dreharbeiten begannen im November 2016.
Drehorte waren außer Paris Eure-et-Loir, Chapelle-Royale und Les Autels-Villevillon. Die Musik komponierte Alexandre Desplat.
Für Kameramann Pawel Edelman ist es der sechste Film seit 2002, den er zusammen mit Polański gedreht hat.

## Synchronisation
Die deutsche Synchronisation besorgte  Christa Kistner Synchronproduktion GmbH in Berlin nach einem Dialogbuch von Claudia Sander und unter der Dialogregie von Elisabeth von Molo.

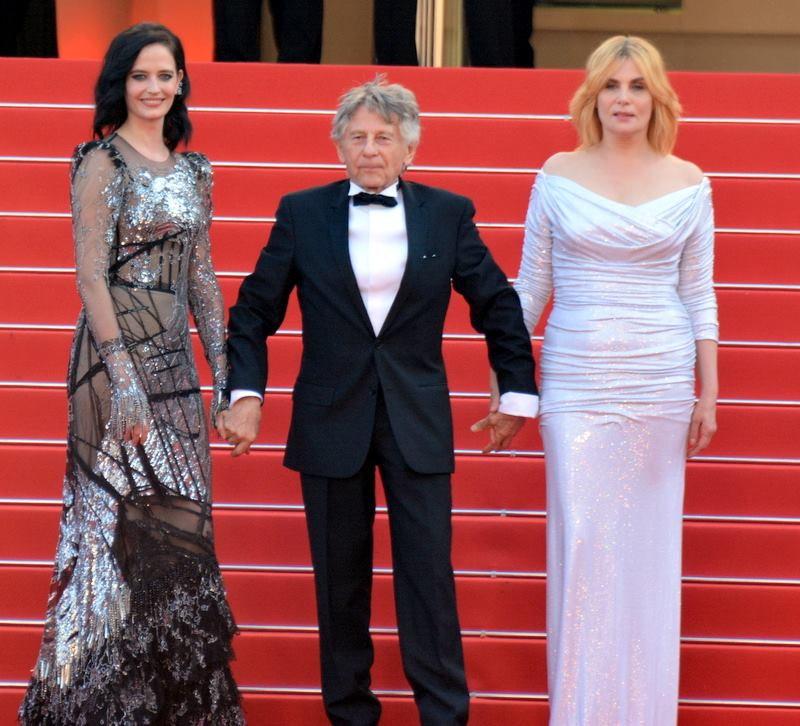
Roman Polanski mit Emmanuelle Seigner und Eva Green in Cannes, 2017

| Rolle             | Darsteller         | Deutsche Sprecher    |
| ----------------- | ------------------ | -------------------- |
| Delphine Dayrieux | Emmanuelle Seigner | Irina Wanka          |
| Elle              | Eva Green          | Katrin Zimmermann    |
| François          | Vincent Perez      | Till Endemann        |
| Raymond           | Dominique Pinon    | Axel Lutter          |
| Oriane            | Camille Chamoux    | Anne Düe             |
| Bibliothekarin    | Brigitte Roüan     | Juana von Jascheroff |
| Karina            | Josée Dayan        | Isabella Grothe      |
| Kuratorin         | Noémie Lvovsky     | Vera Teltz           |
| Damien            | Damien Bonnard     | Tim Knauer           |

## Kritik
„Trotz zwei starker Hauptdarstellerinnen, deren Chemie untereinander stimmt, überzeugt Roman Polanskis ‚Nach einer wahren Geschichte‘ nicht. Weder erzählerisch, noch audiovisuell kann der Altmeister bei einem altbekannten Thema neue Akzente setzen, sodass dem Endergebnis die Leidenschaft fehlt.“

„Die Inszenierung hält die Handlung […] bewusst diffus und lässt Spannung wie Genrekonventionen gleichermaßen ins Leere laufen. Daraus resultiert eine eher konventionelle Geschichte über die Grenzen zwischen Erzählung und Realität.“